# Miglierina
Miglierina es una localidad italiana de la provincia de Catanzaro, región de Calabria, con 827 habitantes.

## Evolución demográfica
| Gráfica de evolución demográfica de Miglierina entre 1861 y 2001 |
|                                                                  |
| Fuente ISTAT - Elaboración gráfica por parte de Wikipedia        |